# アルバトロス (水上機母艦)
| 竣工時の「アルバトロス」。 | |
| 艦歴                       | |
| 発注                       | コッカトゥー島造船所 |
| 起工                       | 1926年5月5日 |
| 進水                       | 1928年2月28日 |
| 就役                       | 1929年1月。1938年9月よりイギリス海軍で就役。                                                                                        |
| 除籍                       | 1944年1月 |
| その後                     | 1946年に民間に売却処分。 |
| 性能諸元                   | |
| モットー                   | "Usque Ad Nubes Prolem Emitto" |
| 排水量                     | 常備：4,800トン 満載：6,350トン |
| 全長                       | 135.3m |
| 全幅                       | 23.7m |
| 水線幅                     | 18.6m |
| 吃水                       | 5.26m |
| 機関                       | ヤーロー式重油専焼水管缶4基 ＋パーソンズ式ギヤードタービン2基2軸推進                                                                |
| 最大出力                   | 12,000hp |
| 最大速力                   | 21.0ノット |
| 航続距離                   | 10ノット/7,900海里（重油：942トン）                                                                                                 |
| 乗員                       | 海軍士官：29名 水兵：375名 パイロット：38名                                                                                         |
| 兵装                       | アームストロング Marks8 12cm（40口径）単装高角砲4基 オチキス 4.7cm（43口径）単装機砲4基 ヴィッカース 4cm（39口径）単装ポンポン砲4基 |
| 航空 兵装                  | 水上機：スーパーマリン シーガル6～9機 カタパルト：固定式1基 クレーン：3基                                                           |

アルバトロス (HMAS Albatross) は、オーストラリア海軍の水上機母艦。同型艦はない。

## 艦形

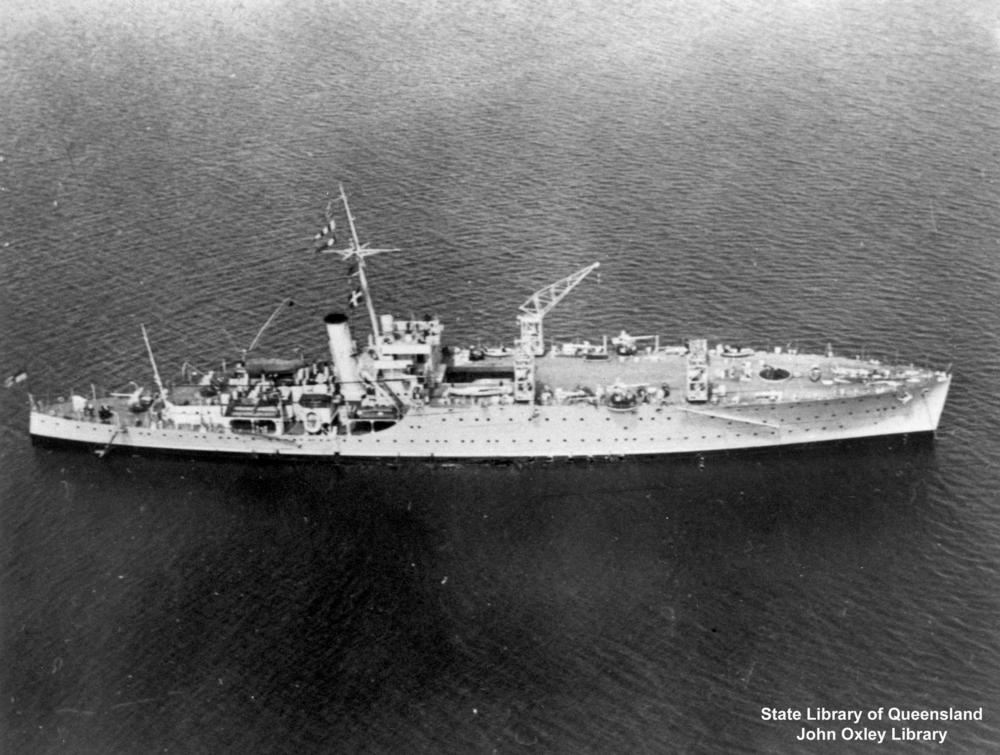
1938年に上空撮影された「アルバトロス」の写真

商船型の設計で艦首艦舷が著しく高い長船首楼型船体であった。船体における艦首甲板の面積は水上機を運用するために広く取られており、艦首部には旋回式のカタパルト1基が配置し、艦載機は艦首甲板後部の格納庫口から甲板上に左舷に1基、右舷に直列に2基ずつ配置されたクレーン計3基で運用された。
両脇に船橋（ブジッジ）を持つ操舵艦橋を基部として簡素な単脚式の前部マストが立った所で船首楼は終了し、甲板1段分下がった後部甲板上に1本煙突が立ち、その周囲には艦載艇が並べられ、舷側に2本1組のボート・ダビッドが片舷2組ずつ計4組で運用された。主砲の12cm高角砲は防盾の付いた単装砲架で前部甲板上に並列で2基、後部甲板上に背負い式配置で2基の計4基が配置された。

## 武装

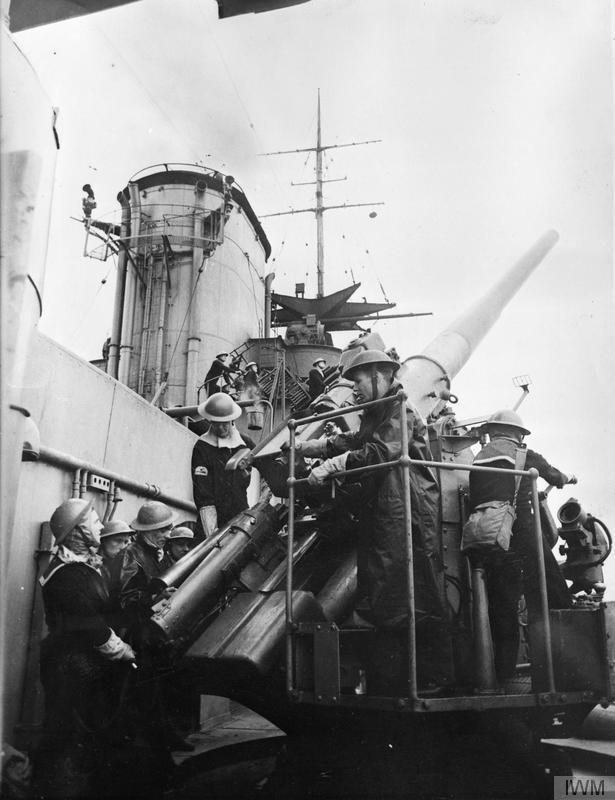
写真は戦艦「ロドネー」に搭載された12cm単装高角砲。

主砲にはアームストロング社の「Mark VIII 12cm（43口径）高角砲」が採用された。その性能は34.5kgの砲弾を仰角45度で14,780m、22.7kgの対空榴弾を最大仰角90度で高度9,750mまで到達できた。旋回と俯仰は360度旋回でき、俯仰は仰角90度・俯角5度で発射速度は毎分8～12発だった。他に近接火器としてオチキス 4.7cm（43口径）単装機砲4基とヴィッカース 4cm（39口径）単装ポンポン砲4基を搭載した。

## 艦歴

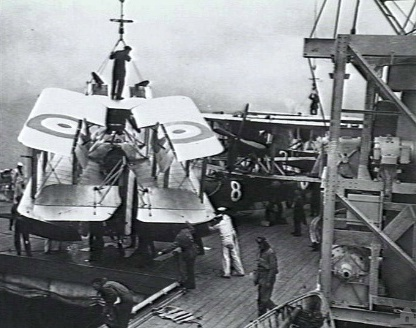
本艦で運用されるシーガル水上機。

「アルバトロス」は1926年4月にコッカトゥー島のコッカトゥー島工廠で起工した。1928年2月23日にオーストラリア総督夫人、レディ・ストーンヘヴンによって進水。1928年12月21日に竣工し、1929年1月23日に就役した。
就役の一週間後、「アルバトロス」は最初の巡航に出航する。1930年代初めには各種の演習に参加した。「アルバトロス」には第101航空隊所属のスーパーマリン シーガル6機が搭載、運用された。
「アルバトロス」は1933年4月26日に予備役となり、ポート・ジャクソン湾で1938年まで保管された。その後、軽巡洋艦「ホバート」の代償としてイギリス軍に引き渡され、1938年7月11日にイギリスに向けて出航した。
アルバトロスはイギリス海軍の所属艦（HMS Albatross）となり、1939年から42年まで南大西洋で活動、その後工作艦に改修され、1942年から43年まで東洋艦隊で活動。1944年には本国艦隊に所属し、1945年に予備役となる。

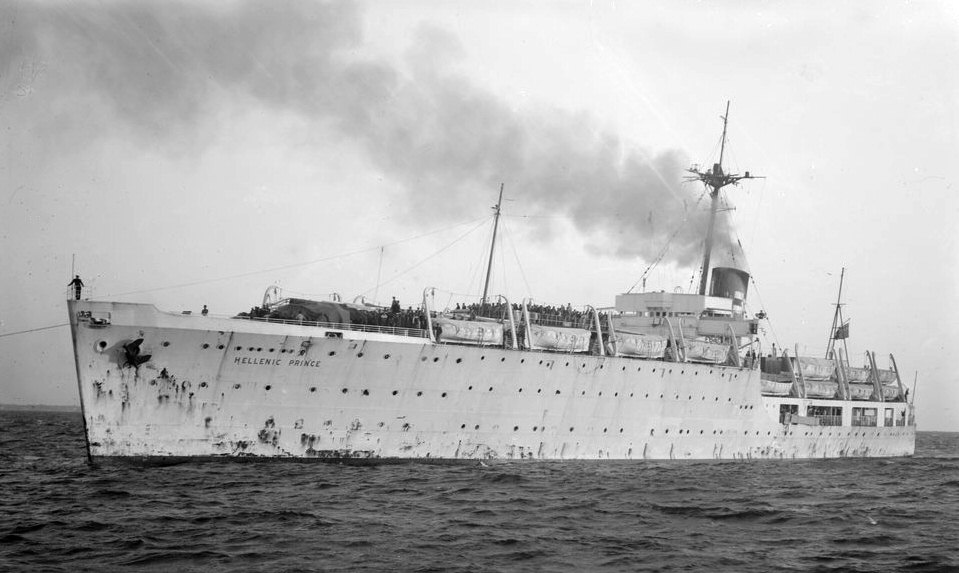
「ヘレニック・プリンス」時代の本艦

## 戦後
「アルバトロス」は1946年にヤノウラトス・グループに売却され、「ヘレニック・プリンス (Hellenic Prince)」の船名で民間のサービスに就いた。
「ヘレニック・プリンス」はウェールズのバリーで客船に改装された。1949年、ヨーロッパからオーストラリアへ難民を移送するため国際難民機関にチャーターされ、1949年12月5日にシドニー港に1,000人の乗客とともに到着した。
1953年、マウマウ団の乱では軍隊輸送船として使用された。
最終的に船は1954年8月12日に香港で廃棄された。